# 岩沼市立玉浦中学校
岩沼市立玉浦中学校（いわぬましりつ たまうらちゅうがっこう）は、宮城県岩沼市にある公立中学校。

## 教育目標
- ねらいをもって学習する生徒、思いやりをもつ生徒、心身を鍛える生徒[1]

## 沿革
- 1947年（昭和22年）4月18日 - 玉浦村立玉浦中学校として開校[1]
- 1955年（昭和30年）4月1日 - 合併により岩沼町立玉浦中学校に改称
- 1971年（昭和46年）11月1日 - 現在の岩沼市立玉浦中学校に改称

## 学区
- 岩沼市立玉浦小学校（一部は岩沼市立岩沼小学校）学区[2]